# زراسه
زراسه (به آسی: Дзерассæ) الهه ای در اساطیر اوستیایی است که بیشتر به عنوان دختر خدای آب دنبتیر شناخته می‌شود. همسرش اخسرتاق بود؛ اوریزمائگ و همیتس فزندان دوقلو او در یل نامه نارت سکا قهرمان بودند. زراسه هفت برادر و دو خواهر داشت. پس از مرگ زراسه، اوستیرجی بزرگ‌ترین خدای اساطیر اوستیایی او را زنده کرد و عاشق او شد که از نتیجهٔ عشق آنها شاتانا به دنیا آمد. زراسه معمولاً با موهای طلایی تصویر می‌شد و می‌توانست شکل خود را به آهو یا ماهی تغییر دهد. همتای گرجی زراسه، دالی است که او نیز دارای موهای طلایی بود و می‌توانست خود را به جانوران چهارپا مثل بز یا آهو تبدیل کند.